# Copa Norte 2000
Die  Copa Norte 2000 war die vierte Austragung der Copa Norte, eines regionalen Fußballpokalwettbewerbs in Brasilien, der vom nationalen Fußballverband CBF organisiert wurde. Mit dem Gewinn des Pokals war die Qualifikation für die Copa dos Campeões 2000 verbunden. Es startete am 6. Januar und endete am 1. März 2000.

## Teilnehmer
Die elf Teilnehmer kamen aus den Bundesstaaten Acre, Amapá, Amazonas, Maranhão, Pará, Piauí, Rondônia und Roraima. Pará stellte zwar vier Teilnehmer. Diese spielen aber in einer eigenen Vorrunde den Teilnehmer an der Hauptrunde aus.
Die Teilnehmer waren:
| Bundesstaat | Klub                          |
| ----------- | ----------------------------- |
| Acre        | AD Vasco da Gama              |
| Amapá       | CA Aliança                    |
| Amazonas    | São Raimundo EC (AM)          |
| Maranhão    | Maranhão AC                   |
| Pará        | Castanhal EC                  |
| Pará        | Paysandu SC                   |
| Pará        | Clube do Remo                 |
| Pará        | Tuna Luso Brasileira          |
| Piauí       | Ríver AC                      |
| Rondônia    | SC Genus de Porto Velho       |
| Roraima     | Atlético Rio Negro Clube (RR) |

## Vorrunde Pará
| Pl. | Verein               | Sp. | S | U | N | Tore    | Diff. | Punkte |
| --- | -------------------- | --- | - | - | - | ------- | ----- | ------ |
| 1.  | Tuna Luso Brasileira | 3   | 2 | 0 | 1 | 006:300 | +3    | 06     |
| 2.  | Clube do Remo        | 3   | 2 | 0 | 1 | 005:400 | +1    | 06     |
| 3.  | Paysandu SC          | 3   | 2 | 0 | 1 | 004:300 | +1    | 06     |
| 4.  | Castanhal EC         | 3   | 0 | 0 | 3 | 003:500 | −2    | 0      |

| 6.1.2000      |     |                      |
| Clube do Remo | 2:1 | Tuna Luso Brasileira |
| Paysandu SC   | 1:0 | Castanhal EC         |
| 9.1.2000      |     |                      |
| Paysandu SC   | 1:2 | Tuna Luso Brasileira |
| Clube do Remo | 2:0 | Castanhal EC         |
| 16.1.2000     |     |                      |
| Clube do Remo | 1:2 | Paysandu SC          |
| Castanhal EC  | 0:2 | Tuna Luso Brasileira |

## Hauptrunde

### Gruppe A
| Pl. | Verein                  | Sp. | S | U | N | Tore    | Diff. | Punkte |
| --- | ----------------------- | --- | - | - | - | ------- | ----- | ------ |
| 1.  | São Raimundo EC (AM)    | 6   | 4 | 2 | 0 | 012:500 | +7    | 14     |
| 2.  | Clube do Remo           | 6   | 2 | 3 | 1 | 009:600 | +3    | 09     |
| 3.  | AD Vasco da Gama        | 6   | 2 | 1 | 3 | 003:700 | −4    | 07     |
| 4.  | SC Genus de Porto Velho | 6   | 1 | 0 | 5 | 003:900 | −6    | 03     |

| 1. Spieltag (22. Januar)  |     |                  |              |
| Clube do Remo             | 2:3 | São Raimundo     | Baenão       |
| SC Genus                  | 2:0 | AD Vasco da Gama | Aluizão      |
| 2. Spieltag (26. Januar)  |     |                  |              |
| AD Vasco da Gama          | 1:1 | Clube do Remo    | José de Melo |
| São Raimundo              | 2:1 | SC Genus         | Vivaldão     |
| 3. Spieltag (29. Januar)  |     |                  |              |
| Clube do Remo             | 2:0 | SC Genus         | Baenão       |
| AD Vasco da Gama          | 0:1 | São Raimundo     | José de Melo |
| 4. Spieltag (2. Februar)  |     |                  |              |
| SC Genus                  | 0:2 | Clube do Remo    | Aluizão      |
| São Raimundo              | 3:0 | AD Vasco da Gama | Vivaldão     |
| 5. Spieltag (5. Februar)  |     |                  |              |
| SC Genus                  | 0:2 | São Raimundo     | Aluizão      |
| Clube do Remo             | 0:1 | AD Vasco da Gama | Baenão       |
| 6. Spieltag (12. Februar) |     |                  |              |
| AD Vasco da Gama          | 1:0 | SC Genus         | José de Melo |
| São Raimundo              | 1:1 | Clube do Remo    | Vivaldão     |

### Gruppe B
| Pl. | Verein                        | Sp. | S | U | N | Tore    | Diff. | Punkte |
| --- | ----------------------------- | --- | - | - | - | ------- | ----- | ------ |
| 1.  | Maranhão AC                   | 6   | 3 | 2 | 1 | 012:700 | +5    | 11     |
| 2.  | Ríver AC                      | 6   | 2 | 4 | 0 | 009:700 | +2    | 10     |
| 3.  | Atlético Rio Negro Clube (RR) | 6   | 2 | 1 | 3 | 008:700 | +1    | 07     |
| 4.  | CA Aliança                    | 6   | 1 | 1 | 4 | 008:160 | −8    | 04     |

| 1. Spieltag (23. Januar)  |     |                    |                 |
| CA Aliança                | 1:2 | Ríver AC           | Zerão           |
| Maranhão AC               | 1:0 | Atlético Rio Negro | Nhozinho Santos |
| 2. Spieltag (27. Januar)  |     |                    |                 |
| Ríver AC                  | 2:2 | Maranhão AC        | Lindolfinho     |
| Atlético Rio Negro        | 1:3 | CA Aliança         | Canarinho       |
| 3. Spieltag (30. Januar)  |     |                    |                 |
| Atlético Rio Negro        | 0:1 | Ríver AC           | Canarinho       |
| Maranhão AC               | 5:1 | CA Aliança         | Nhozinho Santos |
| 4. Spieltag (5. Februar)  |     |                    |                 |
| Ríver AC                  | 1:1 | Atlético Rio Negro | Lindolfinho     |
| CA Aliança                | 1:2 | Maranhão AC        | Zerão           |
| 5. Spieltag (9. Februar)  |     |                    |                 |
| Maranhão AC               | 2:2 | Ríver AC           | Nhozinho Santos |
| CA Aliança                | 1:5 | Atlético Rio Negro | Zerão           |
| 6. Spieltag (13. Februar) |     |                    |                 |
| Ríver AC                  | 1:1 | CA Aliança         | Lindolfinho     |
| Atlético Rio Negro        | 1:0 | Maranhão AC        | Canarinho       |

### Halbfinale
| Datum       |               | Gesamt |                      | Hinspiel | Rückspiel |
| ----------- | ------------- | ------ | -------------------- | -------- | --------- |
| 20.2./23.2. | Clube do Remo | 1:3    | Maranhão AC          | 0:2      | 1:1       |
| 20.2./23.2. | Ríver AC      | 1:1    | São Raimundo EC (AM) | 1:0      | 0:1       |

Aufgrund des besseren Abschneidens in der Gruppenphase zog der São Raimundo EC ins Halbfinale ein.

## Finale

### Hinspiel
| Maranhão AC                                           | Maranhão AC                                                                           | São Raimundo EC (AM)                                                                  | São Raimundo EC (AM) |
| ----------------------------------------------------- | ------------------------------------------------------------------------------------- | ------------------------------------------------------------------------------------- | -------------------- |
| Maranhão AC                                           | \| 26. Februar 2000 in Estádio Nhozinho Santos, São Luís \| \| Ergebnis: 3:2 (?:?) \| | \| 26. Februar 2000 in Estádio Nhozinho Santos, São Luís \| \| Ergebnis: 3:2 (?:?) \| | São Raimundo EC (AM) |
| 26. Februar 2000 in Estádio Nhozinho Santos, São Luís |                                                                                       |                                                                                       |                      |
| Ergebnis: 3:2 (?:?)                                   |                                                                                       |                                                                                       |                      |

### Rückspiel
| São Raimundo EC (AM)                         | São Raimundo EC (AM)                                                         | Maranhão AC                                                                  | Maranhão AC |
| -------------------------------------------- | ---------------------------------------------------------------------------- | ---------------------------------------------------------------------------- | ----------- |
| São Raimundo EC (AM)                         | \| 1. März 2000 in Estádio Vivaldo Lima, Manaus \| \| Ergebnis: 2:0 (?:?) \| | \| 1. März 2000 in Estádio Vivaldo Lima, Manaus \| \| Ergebnis: 2:0 (?:?) \| | Maranhão AC |
| São Raimundo EC (AM)                         | 1:0 Delmo (?.) 2:0 Marcelo Araxá (?.)                                        |                                                                              | Maranhão AC |
| 1. März 2000 in Estádio Vivaldo Lima, Manaus |                                                                              |                                                                              |             |
| Ergebnis: 2:0 (?:?)                          |                                                                              |                                                                              |             |